# Manchester United F.C. mùa giải 2004-05
Mùa giải 2004–05 là mùa giải thứ 13 của Manchester United tại Premier League, và là mùa giải thứ 30 liên tiếp của họ ở giải hạng cao nhất bóng đá Anh.
Mùa giải kết thúc mà không có danh hiệu nào (chỉ là mùa giải thứ 4 họ không có danh hiệu trong 17 mùa giải) đối với United, đội đứng thứ 3 tại Premier League với 77 điểm. Chức vô địch thuộc về Chelsea, đội kết thúc mùa giải với kỷ lục 95 điểm và chỉ thua một trận trong cả mùa giải, còn nhà vô địch mùa trước là Arsenal về nhì.
Chiến dịch Champions League của họ đã kết thúc ở vòng loại trực tiếp đầu tiên sau khi thất thủ trước  AC Milan, trong khi họ bị loại khỏi League Cup bởi Chelsea ở bán kết. Cơ hội giành danh hiệu cuối cùng đã tan vỡ Paul Scholes đá hỏng quả phạt đền trước Arsenal trong loạt sút luân lưu sau trận hòa không bàn thắng ở Chung kết FA Cup 2005.
Một điều tích cực hơn cho câu lạc bộ là tiền đạo 19 tuổi mới ký hợp đồng và là cầu thủ ghi bàn hàng đầu của câu lạc bộ Wayne Rooney đã được bầu chọn Cầu thủ trẻ xuất sắc nhất năm của PFA.
United cũng chấm dứt chuỗi 49 trận bất bại kỷ lục của Arsenal bằng Chiến thắng 2–0 trên sân nhà vào cuối tháng 10.

## Giao hữu trước mùa giải
| Ngày      | Đối thủ            | Sân nhà/khách | Tỉ số      | Cầu thủ ghi bàn                         | Số lượng khán giả |
| --------- | ------------------ | ------------- | ---------- | --------------------------------------- | ----------------- |
| 18/7/2004 | Cobh Ramblers      | A             | 2–1        | Timm 18', Cooper 84'                    | 7,000             |
| 25/7/2004 | Bayern Munich      | N             | 0–0 (2–4p) |                                         | 58,121            |
| 28/7/2004 | Celtic             | N             | 1–2        | Smith 35'                               | 55,421            |
| 31/7/2004 | Milan              | N             | 1–1 (8–9p) | Scholes 33'                             | 74,511            |
| 3/8/2004  | PSV Eindhoven      | H             | 1–0        | Silvestre 26'                           | 29,479            |
| 5/8/2004  | Urawa Red Diamonds | H             | —          | Hoãn vì lí do thời tiết                 |                   |
| 17/8/2004 | Burnley            | A             | 3–1        | Scholes 30', P. Neville 38', Eagles 47' | 8,814             |

## Siêu cúp Anh
| Ngày     | Đối thủ | Sân nhà/khách | Tỉ số | Cầu thủ ghi bàn | Số lượng khán giả |
| -------- | ------- | ------------- | ----- | --------------- | ----------------- |
| 8/8/2004 | Arsenal | N             | 1–3   | Smith 55'       | 63,317            |

## Ngoại hạng Anh
| Ngày       | Đối thủ              | Sân nhà/khách | Tỉ số | Cầu thủ ghi bàn                                               | Số lượng khán giả | Thứ hạng |
| ---------- | -------------------- | ------------- | ----- | ------------------------------------------------------------- | ----------------- | -------- |
| 15/8/2004  | Chelsea              | A             | 0–1   |                                                               | 41,813            | 17       |
| 21/8/2004  | Norwich City         | H             | 2–1   | Bellion 32', Smith 50'                                        | 67,812            | 8        |
| 28/8/2004  | Blackburn Rovers     | A             | 1–1   | Smith 90'                                                     | 26,155            | 11       |
| 30/8/2004  | Everton              | H             | 0–0   |                                                               | 67,803            | 9        |
| 11/9/2004  | Bolton Wanderers     | A             | 2–2   | Heinze 44', Bellion 90'                                       | 27,766            | 11       |
| 20/9/2004  | Liverpool            | H             | 2–1   | Silvestre (2) 20', 66'                                        | 67,857            | 8        |
| 25/9/2004  | Tottenham Hotspur    | A             | 1–0   | Van Nistelrooy 42' (pen.)                                     | 36,103            | 5        |
| 3/10/2004  | Middlesbrough        | H             | 1–1   | Smith 81'                                                     | 67,988            | 4        |
| 16/10/2004 | Birmingham City      | A             | 0–0   |                                                               | 29,221            | 6        |
| 24/10/2004 | Arsenal              | H             | 2–0   | Van Nistelrooy 73' (pen.), Rooney 90'                         | 67,862            | 5        |
| 30/10/2004 | Portsmouth           | A             | 0–2   |                                                               | 20,190            | 7        |
| 7/11/2005  | Manchester City      | H             | 0–0   |                                                               | 67,863            | 7        |
| 14/11/2005 | Newcastle United     | A             | 3–1   | Rooney (2) 7', 90', Van Nistelrooy 74' (pen.)                 | 52,320            | 7        |
| 20/11/2005 | Charlton Athletic    | H             | 2–0   | Giggs 41', Scholes 50'                                        | 67,704            | 6        |
| 27/11/2004 | West Bromwich Albion | A             | 3–0   | Scholes (2) 53', 82', Van Nistelrooy 72'                      | 27,709            | 4        |
| 4/12/2004  | Southampton          | H             | 3–0   | Scholes 53', Rooney 58', Ronaldo 87'                          | 67,921            | 4        |
| 13/12/2004 | Fulham               | A             | 1–1   | Smith 33'                                                     | 21,940            | 4        |
| 18/12/2004 | Crystal Palace       | H             | 5–2   | Scholes (2) 22', 49', Smith 35', Boyce 48' (o.g.), O'Shea 90' | 67,814            | 4        |
| 26/12/2004 | Bolton Wanderers     | H             | 2–0   | Giggs 10', Scholes 89'                                        | 67,867            | 4        |
| 28/12/2004 | Aston Villa          | A             | 1–0   | Giggs 41'                                                     | 42,593            | 3        |
| 1/1/2005   | Middlesbrough        | A             | 2–0   | Fletcher 9', Giggs 79'                                        | 34,199            | 3        |
| 4/1/2005   | Tottenham Hotspur    | H             | 0–0   |                                                               | 67,962            | 3        |
| 15/1/2005  | Liverpool            | A             | 1–0   | Rooney 21'                                                    | 44,183            | 3        |
| 22/1/2005  | Aston Villa          | H             | 3–1   | Ronaldo 8', Saha 69', Scholes 70'                             | 67,589            | 3        |
| 1/2/2005   | Arsenal              | A             | 4–2   | Giggs 18', Ronaldo (2) 54', 58', O'Shea 89'                   | 38,164            | 2        |
| 5/2/2005   | Birmingham City      | H             | 2–0   | Keane 55', Rooney 78'                                         | 67,838            | 2        |
| 13/2/2005  | Manchester City      | A             | 2–0   | Rooney 68', Dunne 75' (o.g.)                                  | 47,111            | 2        |
| 26/2/2005  | Portsmouth           | H             | 2–1   | Rooney (2) 8', 81'                                            | 67,989            | 2        |
| 5/3/2005   | Crystal Palace       | A             | 0–0   |                                                               | 26,021            | 2        |
| 19/3/2005  | Fulham               | H             | 1–0   | Ronaldo 21'                                                   | 67,959            | 2        |
| 2/4/2005   | Blackburn Rovers     | H             | 0–0   |                                                               | 67,939            | 3        |
| 9/4/2005   | Norwich City         | A             | 0–2   |                                                               | 25,522            | 3        |
| 20/4/2005  | Everton              | A             | 0–1   |                                                               | 37,160            | 3        |
| 24/4/2005  | Newcastle United     | H             | 2–1   | Rooney 57', Brown 75'                                         | 67,845            | 3        |
| 1/5/2005   | Charlton Athletic    | A             | 4–0   | Scholes 34', Fletcher 44', Smith 62', Rooney 67'              | 26,789            | 3        |
| 7/5/2005   | West Bromwich Albion | H             | 1–1   | Giggs 21'                                                     | 67,827            | 3        |
| 10/5/2005  | Chelsea              | H             | 1–3   | Van Nistelrooy 7'                                             | 67,832            | 3        |
| 15/5/2005  | Southampton          | A             | 2–1   | Fletcher 19', Van Nistelrooy 63'                              | 32,066            | 3        |

## FA Cup
| Ngày        | Vòng          | Đối thủ          | Sân nhà/khách | Tỉ số               | Cầu thủ ghi bàn                                       | Số lượng khán giả |
| ----------- | ------------- | ---------------- | ------------- | ------------------- | ----------------------------------------------------- | ----------------- |
| 8/1/2005    | Vòng 3        | Exeter City      | H             | 0–0                 |                                                       | 67,551            |
| 19/1/2005   | Đá lại vòng 3 | Exeter City      | A             | 2–0                 | Ronaldo 9', Rooney 87'                                | 9,033             |
| 29/1/2005   | Vòng 4        | Middlesbrough    | H             | 3–0                 | O'Shea 10', Rooney (2) 67', 82'                       | 67,251            |
| 19/2/2005   | Vòng 5        | Everton          | A             | 2–0                 | Fortune 23', Ronaldo 58'                              | 38,664            |
| 12/3/2005 C | Tứ kết        | Southampton      | A             | 4–0                 | Keane 2', Ronaldo 45', Scholes (2) 48', 87'           | 30,971            |
| 17/4/2005   | Bán kết       | Newcastle United | N             | 4–1                 | Van Nistelrooy (2) 19', 58', Scholes 45', Ronaldo 76' | 69,280            |
| 21/5/2005   | Chung kết     | Arsenal          | N             | 0–0 (s.h.p.) (4–5p) |                                                       | 71,876            |

## Cúp liên đoàn
| Ngày             | Vòng                  | Đối thủ         | Sân nhà/khách | Tỉ số | Cầu thủ ghi bàn                          | Số lượng khán giả |
| ---------------- | --------------------- | --------------- | ------------- | ----- | ---------------------------------------- | ----------------- |
| 26 October 2004  | Round 3               | Crewe Alexandra | A             | 3–0   | Smith 10', Miller 57', Foster 59' (o.g.) | 10,103            |
| 10 November 2004 | Round 4               | Crystal Palace  | H             | 2–0   | Saha 22', Richardson 39'                 | 48,891            |
| 1 December 2004  | Quarter-final         | Arsenal         | H             | 1–0   | Bellion 1'                               | 67,103            |
| 12 January 2005  | Semi-final First leg  | Chelsea         | A             | 0–0   |                                          | 41,492            |
| 26 January 2005  | Semi-final Second leg | Chelsea         | H             | 1–2   | Giggs 67'                                | 67,000            |

## UEFA Champions League

### Vòng loại thứ ba
| Ngày           | Đối thủ                           | Sân nhà/khách    | Tỉ số | Cầu thủ ghi bàn | Số lượng khán giả               |        |
| -------------- | --------------------------------- | ---------------- | ----- | --------------- | ------------------------------- | ------ |
| 11 August 2004 | Third qualifying round First leg  | Dinamo București | A     | 2–1             | Giggs 38', Alistar 72' (o.g.)   | 58,000 |
| 25 August 2004 | Third qualifying round Second leg | Dinamo București | H     | 3–0             | Smith (2) 47', 50', Bellion 70' | 61,041 |

### Vòng bảng
| Ngày       | Đối thủ       | Sân nhà/khách | Tỉ số | Cầu thủ ghi bàn                                                     | Số lượng khán giả | Thứ hạng |
| ---------- | ------------- | ------------- | ----- | ------------------------------------------------------------------- | ----------------- | -------- |
| 15/9/2004  | Lyon          | A             | 2–2   | Van Nistelrooy (2) 56', 61'                                         | 40,000            | 3        |
| 28/9/2004  | Fenerbahçe    | H             | 6–2   | Giggs 7', Rooney (3) 17', 28', 54', Van Nistelrooy 78', Bellion 81' | 67,128            | 1        |
| 19/10/2004 | Sparta Prague | A             | 0–0   |                                                                     | 20,654            | 2        |
| 3/11/2004  | Sparta Prague | H             | 4–1   | Van Nistelrooy (4) 14', 25' (pen.), 60', 90'                        | 66,706            | 2        |
| 23/11/2004 | Lyon          | H             | 2–1   | G. Neville 19', Van Nistelrooy 53'                                  | 66,398            | 1        |
| 8/12/2004  | Fenerbahçe    | A             | 0–3   |                                                                     | 35,000            | 2        |

### Vòng knock out
| Ngày      | Vòng             | Đối thủ  | Sân nhà/khách | Tỉ số | Cầu thủ ghi bàn | Số lượng khán giả |
| --------- | ---------------- | -------- | ------------- | ----- | --------------- | ----------------- |
| 23/2/2005 | Vòng 1/8 lượt đi | AC Milan | H             | 0–1   |                 | 67,162            |
| 8/3/2005  | Vòng 1/8 lượt về | AC Milan | A             | 0–1   |                 | 78,957            |

## Thống kê đội hình
| Số áo | Vị trí | Tên                 | Giải VĐQG | Giải VĐQG | FA Cup | FA Cup | League Cup | League Cup | Cúp châu Âu | Cúp châu Âu | Khác | Khác | Tổng cộng | Tổng cộng |
| Số áo | Vị trí | Tên                 | Trận      | Bàn       | Trận   | Bàn    | Trận       | Bàn        | Trận        | Bàn         | Trận | Bàn  | Trận      | Bàn       |
| ----- | ------ | ------------------- | --------- | --------- | ------ | ------ | ---------- | ---------- | ----------- | ----------- | ---- | ---- | --------- | --------- |
| 1     | TM     | Tim Howard          | 12        | 0         | 4      | 0      | 5          | 0          | 5           | 0           | 1    | 0    | 27        | 0         |
| 2     | HV     | Gary Neville        | 22        | 0         | 4      | 0      | 1          | 0          | 7           | 1           | 1    | 0    | 35        | 1         |
| 3     | HV     | Phil Neville        | 12(7)     | 0         | 4(1)   | 0      | 3          | 0          | 1(5)        | 0           | 0(1) | 0    | 20(14)    | 0         |
| 4     | HV     | Gabriel Heinze      | 26        | 1         | 4      | 0      | 2          | 0          | 7           | 0           | 0    | 0    | 39        | 1         |
| 5     | HV     | Rio Ferdinand       | 31        | 0         | 5      | 0      | 1          | 0          | 5           | 0           | 0    | 0    | 42        | 0         |
| 6     | HV     | Wes Brown           | 18(3)     | 1         | 6      | 0      | 3          | 0          | 6(1)        | 0           | 0    | 0    | 33(4)     | 1         |
| 7     | TĐ     | Cristiano Ronaldo   | 25(8)     | 5         | 6(1)   | 4      | 2          | 0          | 7(1)        | 0           | 0    | 0    | 40(10)    | 9         |
| 8     | TĐ     | Wayne Rooney        | 24(5)     | 11        | 6      | 3      | 1(1)       | 0          | 6           | 3           | 0    | 0    | 37(6)     | 17        |
| 9     | TĐ     | Louis Saha          | 7(7)      | 1         | 0(2)   | 0      | 4          | 1          | 0(2)        | 0           | 0    | 0    | 11(11)    | 2         |
| 10    | TĐ     | Ruud van Nistelrooy | 16(1)     | 6         | 3      | 2      | 0          | 0          | 6(1)        | 8           | 0    | 0    | 25(2)     | 16        |
| 11    | TV     | Ryan Giggs          | 26(6)     | 6         | 2(2)   | 0      | 1          | 1          | 6           | 2           | 1    | 0    | 36(8)     | 9         |
| 12    | TĐ     | David Bellion       | 1(9)      | 2         | 1      | 0      | 3          | 1          | 2(1)        | 2           | 1    | 0    | 8(10)     | 5         |
| 13    | TM     | Roy Carroll         | 26        | 0         | 3      | 0      | 0          | 0          | 5           | 0           | 0    | 0    | 34        | 0         |
| 14    | TĐ     | Alan Smith          | 22(9)     | 6         | 0(3)   | 0      | 1(1)       | 1          | 3(2)        | 2           | 1    | 1    | 27(15)    | 10        |
| 15    | TV     | Kléberson           | 6(2)      | 0         | 0      | 0      | 3          | 0          | 2(1)        | 0           | 0    | 0    | 11(3)     | 0         |
| 16    | TV     | Roy Keane (c)       | 28(3)     | 1         | 4      | 1      | 1          | 0          | 6           | 0           | 1    | 0    | 40(3)     | 2         |
| 17    | TV     | Liam Miller         | 3(5)      | 0         | 2(2)   | 0      | 2          | 1          | 3(2)        | 0           | 0    | 0    | 10(9)     | 1         |
| 18    | TV     | Paul Scholes        | 29(4)     | 9         | 5(1)   | 3      | 1(1)       | 0          | 7           | 0           | 1    | 0    | 43(6)     | 12        |
| 19    | TV     | Eric Djemba-Djemba  | 3(2)      | 0         | 2      | 0      | 4          | 0          | 5           | 0           | 1    | 0    | 15(2)     | 0         |
| 20    | TĐ     | Ole Gunnar Solskjær | 0         | 0         | 0      | 0      | 0          | 0          | 0           | 0           | 0    | 0    | 0         | 0         |
| 21    | TĐ     | Diego Forlán        | 0(1)      | 0         | 0      | 0      | 0          | 0          | 0(1)        | 0           | 0(1) | 0    | 0(3)      | 0         |
| 22    | HV     | John O'Shea         | 16(7)     | 2         | 3(1)   | 1      | 4          | 0          | 5           | 0           | 1    | 0    | 29(8)     | 3         |
| 23    | TV     | Kieran Richardson   | 0(2)      | 0         | 1      | 0      | 3          | 1          | 1(1)        | 0           | 0(1) | 0    | 5(4)      | 1         |
| 24    | TV     | Darren Fletcher     | 18        | 3         | 1(2)   | 0      | 3          | 0          | 3(2)        | 0           | 0(1) | 0    | 25(5)     | 3         |
| 25    | TV     | Quinton Fortune     | 12(5)     | 0         | 5(1)   | 1      | 4          | 0          | 3(2)        | 0           | 1    | 0    | 25(8)     | 1         |
| 27    | HV     | Mikaël Silvestre    | 33(2)     | 2         | 2(2)   | 0      | 2          | 0          | 7(1)        | 0           | 1    | 0    | 45(5)     | 2         |
| 28    | HV     | Gerard Piqué        | 0         | 0         | 1      | 0      | 0(1)       | 0          | 0(1)        | 0           | 0    | 0    | 1(2)      | 0         |
| 29    | HV     | Jonathan Spector    | 2(1)      | 0         | 1      | 0      | 0(1)       | 0          | 1(1)        | 0           | 0(1) | 0    | 4(4)      | 0         |
| 31    | TV     | David Jones         | 0         | 0         | 1      | 0      | 0(1)       | 0          | 0           | 0           | 0    | 0    | 1(1)      | 0         |
| 33    | TV     | Chris Eagles        | 0         | 0         | 1      | 0      | 1(2)       | 0          | 1(1)        | 0           | 0(1) | 0    | 3(4)      | 0         |
| 35    | TM     | Ricardo             | 0         | 0         | 0      | 0      | 0          | 0          | 0           | 0           | 0    | 0    | 0         | 0         |
| 40    | TĐ     | Sylvan Ebanks-Blake | 0         | 0         | 0      | 0      | 0(1)       | 0          | 0           | 0           | 0    | 0    | 0(1)      | 0         |
| 42    | TĐ     | Giuseppe Rossi      | 0         | 0         | 0      | 0      | 0(2)       | 0          | 0           | 0           | 0    | 0    | 0(2)      | 0         |

## Chuyển nhượng

### Mua
| Ngày      | Vị trí | Tên            | Từ        | Phí chuyển nhượng |
| --------- | ------ | -------------- | --------- | ----------------- |
| 1/7/2004  | HV     | Gerard Piqué   | Barcelona | Không tiết lộ     |
| 6/7/2004  | TĐ     | Giuseppe Rossi | Parma     | Không tiết lộ     |
| 31/8/2004 | TĐ     | Wayne Rooney   | Everton   | £27m              |

### Bán
| Ngày       | Vị trí | Tên                | Đến                 | Phí chuyển nhượng   |
| ---------- | ------ | ------------------ | ------------------- | ------------------- |
| 14/7/2004  | HV     | Mark Lynch         | Sunderland          | Tự do               |
| 27/7/2004  | TV     | Nicky Butt         | Newcastle United    | £2.5m               |
| 2/8/2004   | TV     | Luke Chadwick      | West Ham United     | Tự do               |
| 20/8/2004  | TĐ     | Diego Forlán       | Villarreal          | Không tiết lộ       |
| 27/12/2004 | TV     | Bojan Djordjic     | Rangers             | Không tiết lộ       |
| 31/1/2005  | TV     | Eric Djemba-Djemba | Aston Villa         | £1.35m              |
| 30/6/2005  | TM     | Roy Carroll        | Giải phóng hợp đồng | Giải phóng hợp đồng |
| 30/6/2005  | TĐ     | Daniel Nardiello   | Giải phóng hợp đồng | Giải phóng hợp đồng |
| 30/6/2005  | TM     | Ricardo            | Giải phóng hợp đồng | Giải phóng hợp đồng |
| 30/6/2005  | HV     | Paul Tierney       | Giải phóng hợp đồng | Giải phóng hợp đồng |
| 30/6/2005  | TĐ     | Arthur Gómez       | Giải phóng hợp đồng | Giải phóng hợp đồng |

### Cho mượn
| Từ ngày    | Đến ngày  | Vị trí | Tên               | Đến                  |
| ---------- | --------- | ------ | ----------------- | -------------------- |
| 15/7/2004  | 31/5/2005 | TĐ     | Eddie Johnson     | Coventry City        |
| 16/7/2004  | 30/6/2005 | TĐ     | Daniel Nardiello  | Barnsley             |
| 29/7/2004  | 31/5/2005 | TV     | Michael Stewart   | Hearts               |
| 18/8/2004  | 30/6/3005 | TV     | Kenny Cooper      | Académica Coimbra    |
| 11/9/2004  | 31/5/2005 | TM     | Luke Steele       | Coventry City        |
| 7/10/2004  | 7/11/2004 | TV     | David Fox         | Shrewsbury Town      |
| 6/12/2004  | 5/1/2005  | TĐ     | Colin Heath       | Cambridge United     |
| 21/12/2004 | 7/5/2005  | HV     | Paul Tierney      | Bradford City        |
| 23/12/2004 | 29/1/2005 | HV     | Paul McShane      | Walsall              |
| 21/1/2005  | 23/4/205  | TV     | Chris Eagles      | Watford              |
| 28/1/2005  | 5/3/2005  | TĐ     | Kenny Cooper      | Oldham Athletic      |
| 29/1/2005  | 15/5/2005 | TV     | Kieran Richardson | West Bromwich Albion |